# Test Drive Cycles
Test Drive Cycles est un jeu vidéo de course de véhicules à deux roues sorti en 2000 sur Game Boy Color. Il fait partie de la série Test Drive.

## Système de jeu
Le joueur incarne un pilote de moto qui doit gagner des courses tout en exécutant des cascades.

## Véhicules
De nombreux véhicules à deux-roues sont disponibles dont la Kawasaki 1999 ZX-12, le véhicule le plus performant et le plus cher du jeu.